# Parada (Paredes de Coura)
Parada es una freguesia portuguesa del concelho de Paredes de Coura, con 4,07 km² de superficie y 323 habitantes (2001). Su densidad de población es de 79,4 hab/km².